# Romagnese
Romagnese (lombardul: Rumagnes) település Olaszországban, Lombardia régióban, Pavia megyében. Lakosainak száma 569 fő (2023. január 1.). Romagnese Menconico, Alta Val Tidone, Varzi, Zavattarello és Bobbio községekkel határos.

## Népesség
A település lakossága az elmúlt években az alábbi módon változott:
| Lakosok száma | 693  | 669  | 569  |
|               | 2017 | 2018 | 2023 |